# Toxophora psammophila
Toxophora psammophila är en tvåvingeart som beskrevs av Paramonov 1933. Toxophora psammophila ingår i släktet Toxophora och familjen svävflugor. Inga underarter finns listade i Catalogue of Life.